# صائدو التنين
صائدو التنين مسلسل رسوم متحركة فرنسي عرض لأول مره في 14 يناير 2006 واستمر عرضه حتى 14 يناير 2007 . تمت دبلجة المسلسل للغة العربية وعرض على عدة قنوات عربية .

## الأصوات
- سعد حمدان: غويزدو
- إيمان البيطار: والدة زازا، زازا
- حسن حمدان: ليان تشو
- فادي الرفاعي
- شادن بودهن
- سهير ناصر الدين
- ناجي شامل
- لارا حتي
- اسماعيل نعنوع
- نسرين مسعود
- عماد اليتيم
- باتريك مبارك

## روابط خارجية
- الموقع الرسمي
- صائدو التنين على موقع IMDb (الإنجليزية)
- صائدو التنين على موقع ميتاكريتيك (الإنجليزية)
- صائدو التنين على موقع كينوبويسك (الروسية)
- صائدو التنين على موقع ألو سيني (الفرنسية)
- صائدو التنين على موقع قاعدة بيانات الفيلم (الإنجليزية)